# Dolní Roveň
Dolní Roveň là một làng thuộc huyện Pardubice, vùng Pardubický, Cộng hòa Séc.